# بنجامین تموز
بنجامین تموز (به عبری: בנימין תמוז) (۱۱ ژوئیه ۱۹۱۹ - ۱۹ ژوئیه ۱۹۸۹) هنرمند و نویسنده اسرائیلی و کسی است که خدمات فراوانی به فرهنگ اسرائیل عرضه نموده است. زمینه‌های فعالیت وی را غالباً رمان نویسی، خبرنگاری، منتقدی ادبی، نقاشی و مجسمه‌سازی تشکیل می‌داده است.
وی متولد اتحاد جماهیر شوروی بوده و در زمانی که ۵ سال داشت به همراه خانواده خود به اسرائیل مهاجرت کرد.
وی فعالیت‌های فرهنگی خود را از سال‌های نوجوانی شروع کرد. وی بعدها به گروههای زیرزمینی کمونیستی پیوست. وی دانش‌آموخته دانشگاه سوربن پاریس می‌باشد. در سال ۱۹۴۸ وی در روزنامه هاآرتص شروع به فعالیت نمود. تاکنون ۲۶ کتاب و ۷ اثر ترجمه‌ای از وی منتشر شده‌است.